# Huset Oldenburg
Huset Oldenburg är en tysk ätt härstammande från greve Didrik den lycklige (död 1440) av Oldenburg. Olika grenar har bland annat regerat eller regerar i Danmark, Sverige, Norge, Ryssland, Finland, Grekland och Storbritannien. Ätten innehade den danska tronen i 576 år fram till 2024.

## Grevliga ätten Oldenburg 1088–1667
Ätten går tillbaka på greve Egilmar I av Oldenburg (omtalad 1088), vars ättling Didrik den lycklige efterlämnade tre söner. Den äldsta Kristian I besteg Danmarks tron och blev stamfar för det Oldenburgska huset i Danmark, utslocknat 1863 med Fredrik VII.
Gerhard av Oldenburg fortsatte den grevliga linjen och erhöll efter brodern Moritz död 1464 även dennes område Delmenhorst. Den grevliga linjen utslocknade med Anton Günther av Oldenburg 1667.

## Huset Holstein-Gottorp
Av ättens sidogrenar märks främst den som utgår från Fredrik I:s son Adolf av Holstein-Gottorp, farfars far till Kristian Albrekt av Holstein-Gottorp, från vars son Fredrik IV av Holstein-Gottorp stammar den linje som 1762 med Peter III av Ryssland, och vars siste troninnehavare var tsar Nikolaj II av Ryssland.
Den yngre sonen till Kristian Albrekt av Holstein-Gottorp, Kristian August av Holstein-Gottorp var far dels till Adolf Fredrik av Holstein-Gottorp, som 1743 blev tronföljare och 1751 uppsteg på tronen i Sverige, där hans ättegren innehade tronen fram till 1818, dels Fredrik August I av Oldenburg hertig av Oldenburg och Georg av Holstein-Gottorp, stamfar för Oldenburgs senare hertigar och storhertigar 1815–1918.

## Huset Schleswig-Holstein-Sonderburg-Glücksburg
Från Kristian III yngre son Hans den yngre stammar den talrika släktlinjen Schleswig-Holstein-Sonderburg-Glücksburg. Av dessa kvarlever endast linjerna Augustenborg och Glücksburg.
Linjen Glücksburg blev regerande kungahus i Danmark 1863 med Kristian IX. Den 14 januari 2024 lämnade den sista danska regenten som på sin raka fädernelinje hör till huset Oldenburg, drottning Margrethe II, över tronen till sin son Frederik. 
En son till Kristian IX blev kung av Grekland som Georg I och stamfar för dagens grekiska kungahus. Från denna gren stammar även Storbritanniens kung Charles III genom sin far Philip, hertig av Edinburgh, som var sonson till Georg I. Kristian IX:s äldste son Fredrik VIII blev far till prins Carl av Danmark som 1905 blev kung Håkon VII av Norge.
Se Lista över Huset Oldenburg för ättens regenter.